# UN-HABITAT
Az UN-HABITAT - általánosan: ENSZ HABITAT (ENSZ Emberi Települések Bizottsága) 1976-ban jött létre, a településfejlődés világméretű problémáinak megoldása, enyhítése céljából, a Vancouverben rendezett világkonferencián, mint az ENSZ új szakosított szervezete.

## Létrehozásának indoka
Létrehozását az urbanizáció világméretű felgyorsulása – elsősorban a népességnek a városok felé áramlása, az infrastrukturális hiányosságok, illetve az ezzel együtt járó súlyos települési (társadalmi)feszültségek indokolták, amelyek feloldása nemzetközi összefogást sürgetett.
A CIAM (Congres Internationaux d’Architecture Moderne, magyarul: „Modern Építészet Nemzetközi Kongresszusa”) 1956. évi feloszlatása óta sürgető feladatot képezett egy olyan nemzetközi szervezet létrehozása, amely felvállalja a korszak építészeti, urbanisztikai problémáinak feltárására és kezelésére törekvő kormányzati, közigazgatási és szakmai szervezetek összefogását és szervezését. Ebben a vonatkozásban a CIAM munkássága az UN-HABITAT szellemi előzményének tekinthető. (A konkrétan építészeti (építészetelméleti, tervezési, építéskivitelezési, problémák tekintetében az UIA szervezete 1948-ban alakult meg.)
A CIAM korábbi munkásságának jelentősége főként abban nyilvánul meg, hogy tagjai felismerték: koruk építészetének fő feladata szociális jellegű, a széles tömegek lakáskérdésének és életkörülmény-javításának korszerű megoldása. Az igények és követelmények valóban széles körű felmérése után tudományos módszerekkel határozták meg a lakókörnyezet-alakításban és városépítészetben követendő normákat, módszereket. Ez a felfogás - amely a szociális és funkcionális kérdéseket szorosan összekapcsolta és előtérbe állította, s amely a kollektív munkának e tekintetben döntő jelentőséget biztosított, az építészeti egyéni teljesítményt tulajdonképpen az alakításra korlátozva - teljesen új és egyben a XX. század építészetének helyes értelmezése volt, s alapot teremtett a 20-21. század építészeti és társadalmi kérdéseinek kezeléséhez.

## Történelmi helyzetkép
A 20. század második felének a századvégig tartó időszakában az urbanisztika a második világháborút követő európai és nemzeti körülményekre épült. Legfőbb formálói:
- a háborús károk felszámolására irányuló nemzeti erőfeszítések,
- a hatvanas évekre jellemző gazdasági fellendülés,
- az ennek nyomán robbanásszerűen bekövetkezett városnövekedés,
- az építőipar tömegtermelésre való átalakulása

voltak. Ennek megfelelően e korszak társadalmi körülményeire épülő, annak igényeit kiszolgálni hivatott városépítési gyakorlat (urbanisztika) alapvetően extenzív jellegű és technikai indíttatású volt. E korszakban új városok sora született Európa- illetve világszerte, s a meglévők nagy része hihetetlen módon megnövekedett, népességszámában, funkciókban és területhasználatban. E városokban - a létrejött új városrészekben - az életkörülmények technikai keretei a korábbiakkal össze nem hasonlítható mértékben megjavultak.
Ezzel egyidőben azonban ellentmondások, zavaró jelenségek sora is keletkezett, mint például a környezetkárosodás, a városok egyes részei közti drasztikus életkörülmény-különbségek, az életmód specializált leegyszerűsödése, a fogyasztói társadalomra jellemző életvitel, a szocializálódási problémák, a települési hagyományok és értékek elhanyagolása, stb.
E tünetek Európa-szerte megjelentek, s fokozatosan erősödtek, de a gazdasági konjunktúra adta egyéb lehetőségek időlegesen közömbösíteni tudták őket. A hetvenes évekkel kezdődő gazdasági visszaesés, az ezt követő jövedelmi, foglalkoztatási krízis, de ezen kívül, világszerte, a városépítés központi támogatásainak forráselapadása is, válsághelyzetet teremtett az urbanisztikában.
A települések - elsősorban városok - alapvető településpolitikai feladatai a korábbiakhoz képest megváltoztak. A városok működésének újabb alapkérdései
- a gazdasági talponállás,
- a foglalkoztatás,
- a városalakító adottságok és igények alapos feltárására, működtetésére való törekvés,
- a településen belüli életkörülmény egyenlőtlenségek
- az egzisztenciálisan labilissá váló lakosság társadalmi érzékenységének növekedése,

lettek. Összegezve: technikai helyett társadalmi-, gazdasági jellegűekké váltak. Az államilag központian irányított település(város-) fejlesztés fokozatosan átadta helyét a helyi települési adottságokra alapozó önálló városfejlődésnek.
A század hetvenes éveiben Európa-szerte beszűkültek a városok fejlesztésének központi pénzforrásai, s ez a tény egyúttal az urbanizációs folyamatok ellenőrzése és irányítása tekintetében is ellanyhulást eredményezett. Ennek ellensúlyozására több - részben társadalmi szinten - szerencsés esetben kormányzatok által is támogatott - időlegesen működő szervezetek laza szövevénye jött létre (pl. a hazánkban is ismert INTA, AIVN, a STÄDTEFORUM GRAZ, az ALPOK-ADRIA- stb. szervezetek).
A megváltozott gazdasági körülmények hatására fokozódó aktivizálódás következik be a lakosság és a település működését irányító hatóságok között. Az előzőkben jelzésszerűen felsorolt szervezetek rendezvényein és kiadványaiban spontán módon körvonalazódtak azok a gondok, esetenként megoldási módok, amelyek össztársadalmi - vagyis társadalompolitikai - szinten követeltek/követelnek figyelembe vételt. A század második felétől globalizálódó világunkban a felsorolt problémák nem helyi, regionális esetek, hanem világjelenségekké váltak. Ezért értelemszerűen kerültek az ENSZ nemzetközi szervezet látókörébe.

## A szervezet feladata
Az új szervezet alapvető funkciójául a világ különböző részein jelentkező településfejlődési problémák feltárását és azok orvoslását jelölték meg, a nemzetközi tapasztalatok bázisán.

## Eddigi története
A szervezet létrejöttét világméretű információs iroda-hálózat kiépítése követte, melynek központjául Kenya fővárosát, Nairobit választották. Európában először két információs iroda jött létre, az egyik Genfben, a másik Budapesten.
2007 óta a lengyel kormány és az ENSZ Habitat közötti megállapodás alapján a lengyel Infrastrukturális Minisztérium segítségével a Varsóban létrejött iroda látja el a regionális koordinációs feladatokat. A Varsói Iroda - amelynek felügyelő bizottságában a magyar kormány is képviselteti magát - tevékenységét főként a Kelet- és Délkelet-európai új demokráciák település- és lakásügyének sínretételére fókuszálta.

### Az ENSZ HABITAT budapesti információs iroda
A Budapesti Habitat Információs Központ 1980-ban alakult meg az Építésügyi Tájékoztatási Központ (ÉTK) szervezeti keretei között, majd 1989-től a Magyar Urbanisztikai Társaság szervezetébe került át.
A politikai rendszerváltást követően a kormányzati struktúra változásaival együtt változtak a HABITAT Budapesti Irodájának felügyeleti szervei (Belügyminisztérium Településfejlesztési Főosztálya, BME Városépítési Tanszék, Államigazgatási Főiskola).
2007. június 15-től az Önkormányzati és Területfejlesztési, majd a Nemzeti Fejlesztési és Gazdasági Minisztérium megbízása alapján a Magyar Urbanisztikai Tudásközpont Nonprofit Kft. látja el a HABITAT Budapesti Irodájának feladatait.
Ezeket a feladatok, az Önkormányzati és Területfejlesztési minisztérium, illetve az ENSZ HABITAT, Emberi Települések Bizottsága között meghatározott, jelenleg is egyeztetés alatt álló Együttműködési Megállapodás tervezete szerint:
- Kiadványok és információk terjesztése az emberi településekről és a városfejlesztésről, továbbá az ENSZ HABITAT-nak a Habitat Agenda és a Millenniumi fejlesztési célkitűzések végrehajtásával kapcsolatos tevékenységéről
- Az ENSZ HABITAT, Magyarország kormánya és a Habitat Agenda magyarországi partnerei között az emberi településekkel és az urbanizációval kapcsolatos információ csere előmozdítása
- Együttműködési lehetőségek feltárása Magyarország és az ENSZ HABITAT között, ideértve a Magyarország által fejlődő országoknak és átalakuló gazdasággal rendelkező országoknak nyújtott esetleges támogatást is
- Információ terjesztése annak érdekében, hogy Magyarország által a fenntartható városfejlesztés és a lakhatás mindenki számára történő biztosításának terén folytatott politikát nemzetközi szinten is jobban megismerjék és elismerjék
- Tájékoztatási és tudatosítási kampányok végrehajtása, illetve a Habitat világnap helyi megünneplésének és a Habitat Agenda és az ENSZ Millenniumi nyilatkozata kapcsolódó célkitűzéseinek végrehajtását előmozdító egyéb tevékenységek támogatása
- A magyar állami és magánintézmények és az ENSZ HABITAT közötti kapcsolatok előmozdítása
- Támogatók mozgósítása az ENSZ HABITAT közötti kapcsolatok előmozdítására.